# ساکولوو (شهرستان زونالنی، سرزمین آلتای)
ساکولوو (به لاتین: Sokolovo) یک منطقهٔ مسکونی در روسیه است که در سرزمین آلتای واقع شده‌است.